# Patriarcado de Lisboa
O Patriarcado de Lisboa (Patriarchatus Lisbonensis) é uma circunscrição eclesiástica da Igreja Católica em Portugal com sede em Lisboa. O título de Patriarca é atribuído ao prelado de Lisboa desde 1716. O Patriarcado foi ereto inicialmente como diocese no século IV. Em 10 de novembro de 1393 a Diocese de Lisboa foi elevada à condição de Arquidiocese Metropolitana. Torna-se Sé Patriarcal no dia 7 de novembro de 1716, o que consubstancia a máxima dignidade honorífica atribuível pela Igreja Católica a uma arquidiocese. Com a atribuição da dignidade Patriarcal ao Arcebispo de Lisboa, este ultrapassa finalmente em importância o Arcebispo de Braga que, com o título de Primaz das Espanhas, foi até 1716 o mais elevado clérigo existente em Portugal.
Por privilégio concedido por bula pontifícia o Patriarca de Lisboa é sempre nomeado cardeal pelo Papa no primeiro consistório realizado após a sua elevação à prelazia lisbonense ou, caso exista um Cardeal-Patriarca Emérito, após este perder a sua condição de Cardeal Eleitor. Após a elevação ao título de Cardeal o Patriarca de Lisboa adota o título de Cardeal-Patriarca. É um dos raros Patriarcados residenciais da Igreja Católica de rito latino, em conjunto com o Patriarcado de Veneza e o Patriarcado latino de Jerusalém, existindo somente mais um Patriarcado titular, o Patriarcado das Índias Orientais.
O atual Patriarca de Lisboa é Rui Manuel Sousa Valério, que tomou posse canónica do cargo a 2 de setembro de 2023 na Sé Patriarcal de Lisboa e fez a entrada solene no Patriarcado no dia seguinte, 3 de setembro de 2023 no Mosteiro dos Jerónimos. Tem o título de D. Rui I, 18.º Patriarca de Lisboa.
É bispo auxiliar de Lisboa D. Joaquim Mendes, S.D.B. (bispo titular de Caliábria).
Era antigamente a Coroa portuguesa que exercia o seu padroado.

## História

### Origens
Uma antiga tradição fala de Veríssimo, Máxima e Júlia, como mártires lisbonenses na perseguição de Diocleciano (viragem do século III para o IV). O certo é que, meio século depois, encontramos a diocese presidida por Potâmio de Olisipo, primeiro bispo conhecido, que interveio nas polémicas doutrinais do Cristianismo de então (Arianismo).
No século V chegaram os bárbaros. Sob a monarquia visigótica, os bispos de Lisboa participaram em vários concílios, de Toledo, de Viarico no ano de 633 e Landerico no ano de 693. Como sucedeu por toda a parte, data desta época a descentralização do culto, da cidade para os campos em redor, constituindo-se as primeiras paróquias rurais.
Dos princípios do século VIII a meados do XII, Lisboa esteve sob domínio muçulmano. Não se conhece nenhum dos seus bispos deste período, mas continuaram a existir cristãos na cidade e no seu território. Aquando da tomada de Lisboa aos mouros, em 1147, existia um bispo moçárabe em Lisboa.
Depois da conquista, a diocese foi restaurada e o primeiro bispo foi o inglês D. Gilberto de Hastings, membro dos cruzados. Lisboa ficaria oficialmente ligada (sufragânea) à Arquidiocese de Compostela até ao fim do século XIV. Construiu-se a Sé, no local onde fora a mesquita e talvez antes a Sé visigoda, por volta do ano de 1150, sendo o único monumento românico que resta na capital portuguesa.
A Sé tinha o seu Cabido de cónegos que apoiavam o bispo e mantinham uma escola capitular. Nessa escola estudaria em menino Santo António de Lisboa, já na viragem para o século XIII. Além da Sé e das paróquias que rapidamente se estabeleceram, provavelmente a partir de antigas comunidades moçárabes, Lisboa viu levantar-se por iniciativa de D. Afonso Henriques o Mosteiro de S. Vicente de Fora (por ficar fora das muralhas da altura). São Vicente foi martirizado em Valência no século IV, e as suas relíquias foram depois muito veneradas pelos moçárabes no cabo algarvio que tem o seu nome. O primeiro rei português ordenou que fossem trazidas para Lisboa, ficando guardadas na Sé. O referido mosteiro foi um importante centro cultural e nele se formou também Santo António.
Em 1289 o bispo D. Domingos Jardo fundou o colégio dos Santos Paulo, Elói e Clemente, para o ensino de cânones e teologia. Pouco depois e, com intermitências, até ao século XVI, Lisboa dispôs da Universidade de Lisboa fundada por D. Dinis com o apoio do clero. A Universidade só ensinou Teologia a partir do século XV, sendo até aí ministrada nos conventos dos dominicanos e franciscanos, erigidos no século XIII. Na segunda década deste século nasceu em Lisboa Pedro Julião, mais tarde papa com o nome de João XXI (p.  1276–1277).

### Elevação a Arquidiocese

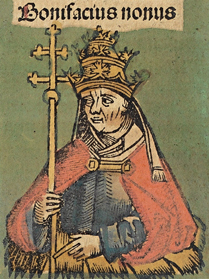
Foi o Papa Bonifácio IX o responsável pela elevação da Diocese de Lisboa à condição de Arquidiocese

A elevação à dignidade de Sé Arquiepiscopal ocorreu em 1394 pela bula «In eminentissimae dignitatis» de Bonifácio IX, sendo seu primeiro arcebispo D. João Anes (1394-1402), e tendo como sufragâneas Évora, Guarda, Lamego e Silves, às quais se juntaram no século seguinte outras dioceses ultramarinas.
No século XVI, o cardeal D. Henrique, arcebispo de Lisboa, aplicou na diocese os decretos reformadores do Concílio de Trento, e foi responsável pela fundação do seminário diocesano de Santa Catarina em 1566. Era um estabelecimento modesto e os seus alunos frequentavam as aulas do grande colégio jesuíta de Santo Antão.
Eram tempos de intensa vida religiosa, alimentada por muitas congregações religiosas e associações de piedade e caridade, ligadas a mosteiros, conventos e paróquias: a primeira Misericórdia foi fundada em 1498 numa capela do claustro da Sé de Lisboa. Desde o final do século XV não se permitiam divergências religiosas no país, mas a missão ultramarina pedia constantemente obreiros. Foram exemplos São João de Brito (Índia) e o Padre António Vieira (Brasil), ambos jesuítas.

### Elevação a Patriarcado

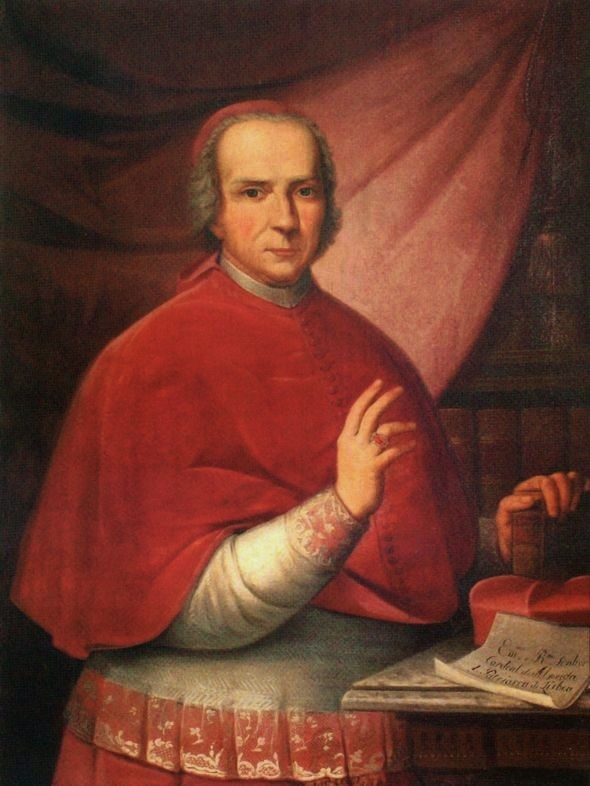
D. Tomás de Almeida, o primeiro Patriarca de Lisboa

Na sequência da criação da freguesia da Capela Real, em 1709, da sua elevação a colegiada sob a invocação de São Tomé pela bula «Apostolatus ministerio» de Clemente XI a 1 de Março de 1710, e de ter sido elevada a igreja metropolitana e basílica patriarcal, dedicada a Nossa Senhora da Assunção, pela bula áurea «In supremo apostolatus solio» de Clemente XI, a 7 de Novembro de 1716, a cidade de Lisboa e o território da diocese foram divididos em duas partes: o Patriarcado de Lisboa Ocidental com sede na capela régia, com o título de Santa Igreja Patriarcal, e o arcebispado de Lisboa Oriental, com sede na antiga Sé de Lisboa.
A 3 de Janeiro de 1718, pela Bula «Gregis dominici cura», Clemente XI estabeleceu as respectivas dioceses sufragâneas: Lamego, Leiria, Funchal e Angra, para o Patriarcado de Lisboa Ocidental; Guarda, Portalegre, Cabo Verde, São Tomé e Congo, para o Arcebispado de Lisboa Oriental.
Será D. João V, com o seu reconhecido comportamento magnânimo, que em 1 de Abril de 1719, concedeu ao primeiro Patriarca de Lisboa e a seus sucessores, de duzentos e vinte Marcos de ouro todos os anos, e a Lezíria da Foz de Almonda, que é de grande rendimento, para sustentação magnífica da pessoa do Patriarca, casa e estado.̃
Durante o período enquanto Arquidiocese de Lisboa, o arcebispo costumava ter como vigário-geral um bispo de anel para o poder coadjuvar e substituir em caso de necessidade, tanto para as funções pontificais como as jurisdicionais. Tal como hoje em dia se verifica com os bispos auxiliares, era um bispo nomeado pela Santa Sé, titular de uma antiga diocese, por isso sem jurisdição territorial, que mantinha as insígnias episcopais. Com a qualificação patriarcal, D. Tomás de Almeida pediu que o seu vigário-geral fosse elevado a arcebispo, pedido esse concedido por Clemente XI a 3 de outubro de 1718 com a cláusula «pro hac vice tantum, et dummodo hujusmodi concessio non transeat in exemplum». No entanto, apesar da cláusula, o título arquiepiscopal foi concedido a todos os vigários-gerais, numa primeira fase com o título de Lacedemónia e posteriormente, com a criação do Reino da Grécia em 1832 que incluía precisamente a Lacedemónia, o título foi substituído pela arquidiocese titular de Mitilene.

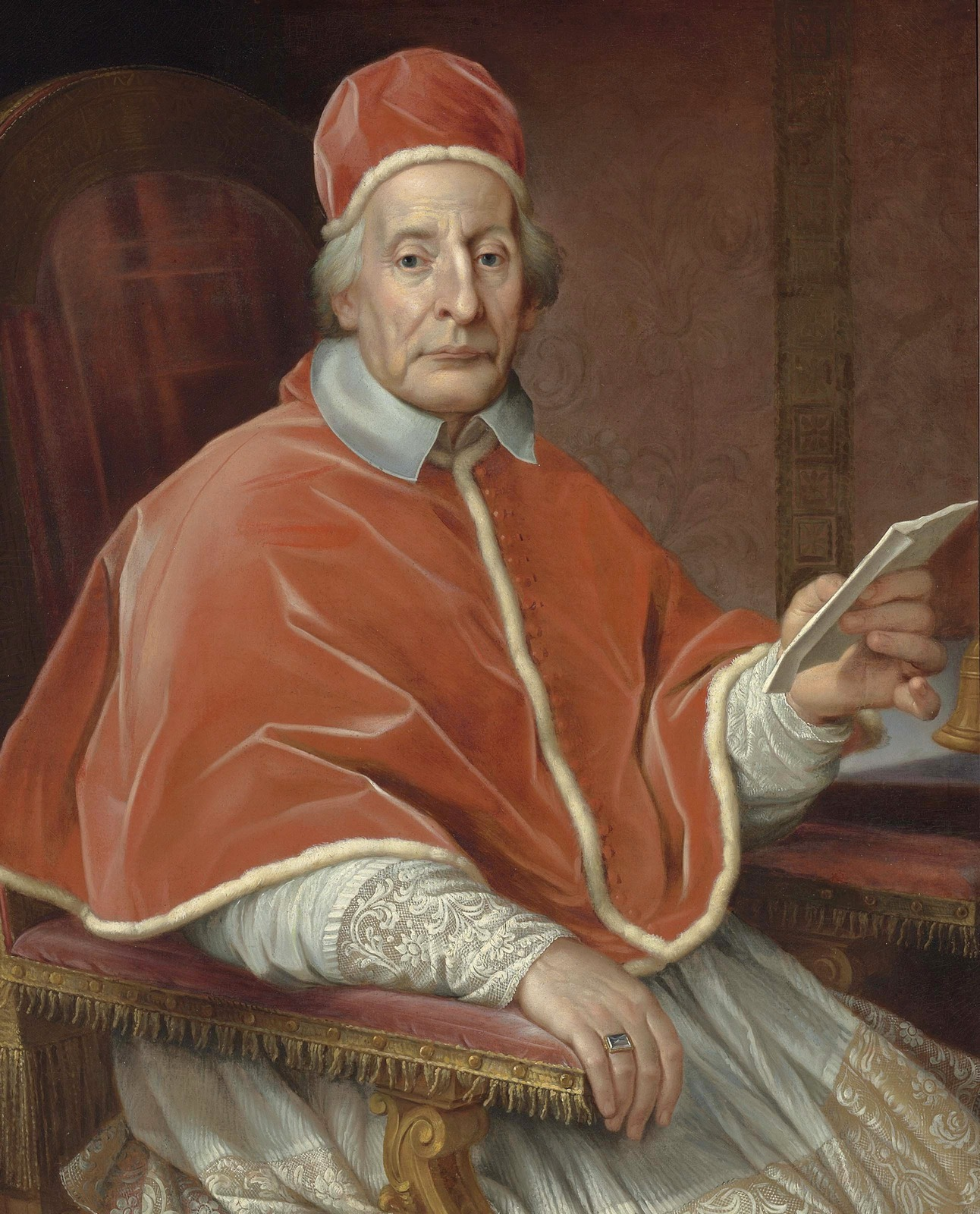
O Papa Clemente XII concedeu ao Patriarca de Lisboa a dignidade de cardeal, em 1737

A 17 de Dezembro de 1737, foi concedida a dignidade cardinalícia ao Patriarca de Lisboa, pela Bula «Inter praecipuas apostolici ministerii» de Clemente XII.
A 10 de Outubro de 1722, Inocêncio XIII, pela bula «Ad regmen Universalis Ecclesix», concedeu aos beneficiados da Patriarcal o uso de hábito prelatício de seda ou lã, quer no Patriarcado quer em Lisboa Oriental. Este privilégio não chegou a ser posto em prática.
A 3 de Outubro de 1738, Clemente XII, pela bula «Praeclara charissimi», concedeu às dignidades e cónegos que tinham o uso da mitra e insígnias pontificais, o privilégio de oratório particular e altar portátil, em todo o país.
Em 1740, a 13 de Dezembro, Bento XIV, pela bula «Salvatoris nostri Mater», deliberou a união das duas dioceses, abolindo quanto ao governo eclesiástico as distinções anteriores. A antiga sé foi suprimida e integrada no Patriarcado, ficando reduzida ao título honorário de Patriarcal sob a invocação de Santa Maria, sujeita à obediência do Patriarca, cujos cónegos passaram a ser designados por principais. A divisão da cidade foi abolida por alvará de D. João V, de 31 de Agosto de 1741. Nesse ano, com a execução da medida, a diocese foi fixada na nova Patriarcal.
Em 1742, a 17 de Novembro, os cónegos reunidos na antiga sé de Lisboa, recitaram em coro e pela última vez, o "Ofício". Nesse dia finalizava o seu título, hábito e residência. Em 1746, foi inaugurada a nova Patriarcal.

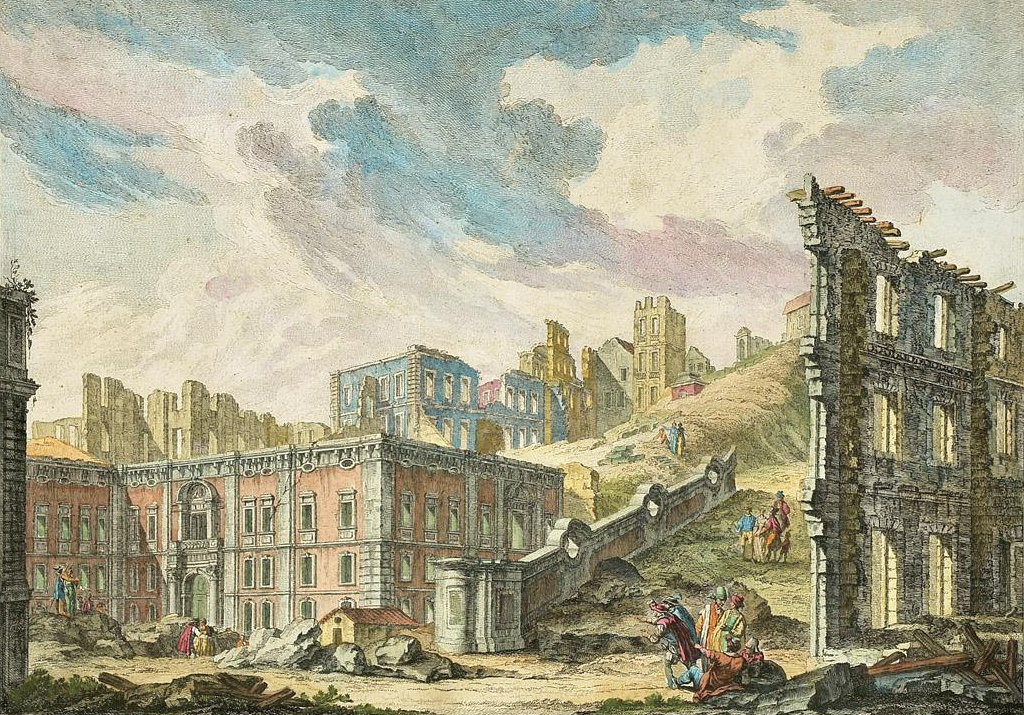
As ruínas da Praça da Patriarcal após o Sismo de Lisboa de 1755

No terrível ano de 1755, ano em que Lisboa foi tragicamente atingida por um sismo de magnitude 9 na escala de Richter, ruiu a antiga Capela Real, situada perto de São Julião, onde estava sediada a nova Patriarcal. Esta não chegou a ter instalações próprias, passando provisoriamente para Alcântara mas sucessivos incêndios fizeram com que transitasse para a Cotovia no Príncipe Real.
Também devido a este sismo, houve necessidade de remodelar o tecido paroquial de Lisboa, com outros templos e outras delimitações. A reorganização das paróquias da cidade, feita pelo Patriarca D. Fernando de Sousa e Silva em 1780, ficou como base dos complementos ulteriores. Nesse mesmo ano, a rainha D. Maria I cedeu-lhe o antigo colégio dos jesuítas em Santarém, para aí transitando o seminário diocesano. Foi também D. Maria I quem mandou construir a Basílica da Estrela em honra do Sagrado Coração de Jesus.
Em 1756, foi iniciada a construção do novo edifício no Príncipe Real mas em Março de 1769 na véspera do dia do Espírito Santo, o edifício ardeu por fogo ateado de noite, a uns papéis que se guardavam na casa das armações. O lugar ficou conhecido pelo nome de Largo da Patriarcal Queimada. Foi transferida para a Igreja de São Roque e depois para a Igreja do Mosteiro de São Bento da Saúde. A 31 de Outubro de 1771, na véspera do dia de Todos os Santos, a Patriarcal ardeu, por fogo posto na casa onde se guardavam as armações, pondo em perigo o acervo da Torre do Tombo instalado em parte do edifício daquele Mosteiro. O autor do incêndio pretendia ocultar o roubo dos franjões das sanefas de um dossel de tela branca, que a Patriarcal tinha pedido emprestado à Basílica de Santa Maria. A 5 de Janeiro de 1772 foi transferida para o edifício do Mosteiro de São Vicente de Fora, onde viria a deflagrar novo incêndio, desta vez ateado na Capela de Nossa Senhora do Pilar. Em 1792, foi instalada na Capela Real da Ajuda.

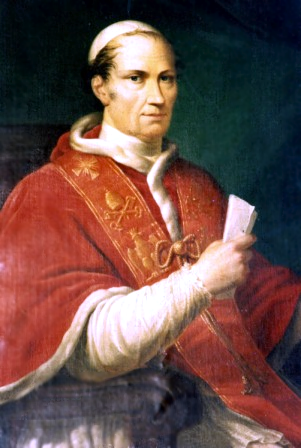
O Papa Leão XII defendeu a conservação da Igreja Patriarcal aquando da sua tentativa de extinção pelo Governo português no início do século XIX

Em 1821, a 25 de Outubro, na sessão das Cortes Constituintes, foi redigido um projeto de decreto sobre a extinção da Patriarcal, apresentado na sessão seguinte realizada a 15 de Novembro. Como solução provisória, as Cortes mandaram suspender todo o tipo de pagamento à Patriarcal a 4 de Janeiro de 1822. Aguardava-se que fosse apresentado um plano de reforma. Em 19 de Agosto, o encarregado de negócios de Portugal em Roma, Carlos Matias Pereira, foi incumbido de pedir à Santa Sé a supressão da Patriarcal e a restauração do antigo arcebispado.
Em 1823, a 28 de Fevereiro, o Papa Leão XII, defendeu junto do Governo português a conservação da Sé Patriarcal.
Em 1834, por Decreto de 4 de Fevereiro, D. Pedro IV, extinguiu a Santa Igreja Patriarcal de Lisboa, tendo em conta o relatório da Secretaria de Estado dos Negócios Eclesiásticos e de Justiça, e restituiu à Basílica de Santa Maria Maior a categoria de Sé Arquiepiscopal Metropolitana da Província da Estremadura. Pelo artigo 5.º do mesmo decreto ficaram cometidos ao Cardeal Patriarca de Lisboa o usufruto das quintas e outros prédios anexos à Mitra de Lisboa, antes da fundação da extinta Patriarcal. Pelo art.º 10.º todos os bens de qualquer natureza pertencentes à extinta Patriarcal ou à Basílica de Santa Maria Maior foram incorporados nos Próprios dos Bens nacionais. As relações diplomáticas com a Santa Sé ficaram cortadas.
Em 1835, a 10 de Janeiro, foi remetida ao Cardeal-Patriarca uma carta régia, acompanhada de dois decretos. A carta confirmava o decreto de 4 de Fevereiro, e ordenava a instalação do novo cabido da sé metropolitana em 22 de Janeiro, festa do mártir São Vicente, padroeiro da Diocese de Lisboa, e determinava que no exercício das suas funções os capitulares usassem as mesmas vestes que os cónegos e beneficiados das outras Catedrais do Reino.

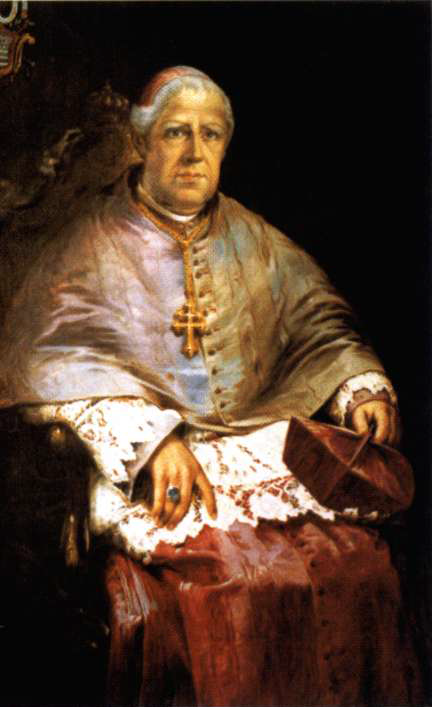
D. Francisco de São Luís Saraiva instituiu a Patriarcal na Antiga Sé, como hoje se encontra

Em 1836, a 16 de Novembro, e em 1837, a 9 de Janeiro foram aprovados decretos para reorganização da Sé. As relações com a Santa Sé encontravam-se restabelecidas.
Em 1843, a 9 de Novembro, pela bula «Quamvis aequo» de Gregório XVI foram extintas a Patriarcal e a Basílica, sendo substituídas pela Sé Patriarcal, onde ingressaram todos os cónegos e beneficiados das antigas, em templo a designar pelo executor da bula, o Cardeal Saraiva. Em 1844, a 3 de Julho, o executor da bula instituiu a Patriarcal na Antiga Sé, com o título de Sé Patriarcal.
Após grandes perturbações ligadas às invasões francesas e às lutas liberais com as respectivas sequelas, a reorganização diocesana deveu-se especialmente ao Patriarca D. Guilherme Henriques de Carvalho, em meados do século XIX. Foi ele quem conseguiu reabrir o seminário diocesano de Santarém em 1853. Os seus sucessores até à terceira década do século XX tiveram de sustentar a vida católica contra grandes reptos ideológicos e institucionais, antes e depois da Implantação da República.

### República Portuguesa
A partir de 1929, o Patriarca D. Manuel Gonçalves Cerejeira consolidou a vida diocesana, fomentando as vocações sacerdotais, fundando novos seminários - Olivais (1931), Almada (1935) e Penafirme (1960) -  multiplicando paróquias e impulsionando o apostolado laical. Foi também no seu tempo que reabriu a Sé de Lisboa, depois de arquitetonicamente reintegrada.
Após o encerramento do Concílio Vaticano II no ano de 1965, verificou-se a necessidade de realizar uma reestruturação da pastoral na diocese tendo em conta a renovação profunda que a Igreja atravessava. Assim, em 18 de abril de 1966 é publicado o decreto para a criação de uma «comissão preparatória da reestruturação pastoral do Patriarcado de Lisboa» com um apelo aos bispos auxiliares, padres, religiosos e leigos para contribuírem para a renovação tão ambicionada. Esta comissão ficou então responsável pela reestruturação pastoral da Diocese, implementação do conselho pastoral diocesano, secretariado técnico de pastoral, previdência do clero e divisão do Patriarcado em zonas pastorais.

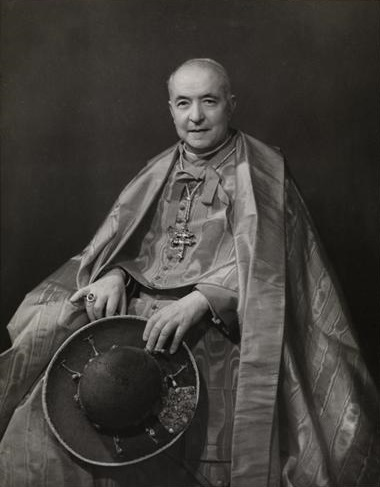
O Cardeal Cerejeira liderou o Patriarcado durante mais de 40 anos, e é associado ao Estado Novo, por ter sido íntimo de Salazar

Por novo decreto de 29 de maio de 1966, o Patriarcado passa a estar dividido pelas regiões pastorais de Lisboa, Santarém e Setúbal: a região pastoral de Lisboa é ainda subdividida em oito zonas pastorais: quatro zonas na cidade de Lisboa (Centro, Norte, Ocidental e Oriental), zona Termo (Oeiras, Cascais, Sintra e Loures), zona Oeste (Mafra, Sobral, Torres Vedras e Lourinhã), Noroeste (paróquias do distrito de Leiria, do Bombarral à Nazaré) e zona do Ribatejo (restantes paróquias orientais, do Cadaval a Vila Franca de Xira). Neste mesmo decreto é feito um convite a todos os presbíteros para a constituição de uma assembleia do clero, como primeiro passo para o estabelecimento de um Conselho Presbiteral, situação verificada noutras dioceses estrangeiras, tendo na ordem de trabalhos a discussão sobre um conselho pastoral (que contaria com a presença de leigos), secretariado de acção pastoral, comissão de actualização doutrinal, serviço de formação apostólica e previdência do clero.
Em 16 de julho de 1966 é publicada uma provisão que designa os encarregados das três regiões pastorais e das zonas pastorais. São nomeados D. António Xavier Monteiro de Castro (vigário geral para Lisboa), D. António de Campos (vigário geral para Santarém) e o Cónego Dr. João Alves (vigário episcopal para Setúbal). Em 29 de novembro de 1966 é criado o Secretariado de Acção Pastoral, presidido pelo Cónego Manuel Falcão e a Comissão da Previdência e Assistência do Clero do Patriarcado, presidida pelo Padre Álvaro Proença. Em 1 de janeiro de 1967 entre outras alterações, é estabelecida a subdivisão da Região Pastoral de Santarém em três zonas: Santarém, Norte e Além-Tejo. Em 18 de novembro de 1967 é instituído por decreto o Conselho Presbiteral. Por esta altura ficou decidido pelo Patriarca e pelo Conselho Presbiteral a criação das novas dioceses de Santarém e Setúbal. Em 5 de maio de 1970 foi criado por decreto o Conselho Pastoral a título experimental.
Em 1971, D. António Ribeiro é nomeado Patriarca de Lisboa, sucedendo assim a cerca de quatro décadas de pontificado de D. Manuel Gonçalves Cerejeira, prosseguindo a obra, nos termos novos exigidos pelo Concílio Vaticano II e o Portugal de antes e depois do 25 de Abril.
Em 1975, a pedido do Patriarca de Lisboa e da Conferência Episcopal Portuguesa, as Dioceses de Santarém e Setúbal foram eretas por bula pontifícia a partir de parte do território do Patriarcado, deixando-o confinado à sua atual dimensão territorial. Por esta altura, D. António Baltasar Marcelino (bispo auxiliar do Patriarcado de Lisboa entre 1975 e 1983) colocou a hipótese de criação de uma diocese constituída pelos territórios abrangidos pela zona pastoral oeste. Tendo em conta a extensão territorial (de Torres Vedras a Alcobaça), chegou a ser apontada a cidade de Caldas da Rainha como sede da futura diocese. No entanto, após uma profunda reflexão com as comunidades, chegou-se à conclusão de que apesar de ser uma zona com uma identidade própria, era recomendável que se mantivesse anexada à diocese de Lisboa. Em 1984, D. António Ribeiro fundou o Seminário de Caparide.
Em Outubro de 1998, o Patriarca D. José Policarpo transferiu os serviços diocesanos para o antigo Mosteiro de S. Vicente de Fora, que já os alojara de 1834 a 1910.
Para efeitos administrativos, atualmente e desde 7 de julho de 2011, o Patriarcado subdivide-se em 18 vigararias (unidades que, noutras dioceses, tomam o nome de arciprestados), agrupadas em três zonas pastorais: Lisboa Cidade (I - Lisboa Centro, II - Lisboa Oriental, III - Lisboa Ocidental, IV - Lisboa Norte e V - Lisboa), Zona Termo (Alenquer, Amadora, Cascais, Loures-Odivelas, Oeiras, Sacavém, Sintra e Vila Franca de Xira-Azambuja) e Zona Oeste (Alcobaça-Nazaré, Caldas da Rainha-Peniche, Lourinhã, Mafra e Torres Vedras).
Em princípio, os jovens que pretendam ser padres do Patriarcado de Lisboa fazem a sua formação nos Seminários Diocesanos de Lisboa.
No Patriarcado de Lisboa estão localizados alguns templos de relevância histórica, de entre os quais se destacam a Sé Patriarcal Metropolitana de Santa Maria Maior, a Basílica do Sagrado Coração de Jesus, a Basílica do Convento de Mafra e a Basílica de Nossa Senhora dos Mártires, bem como os conjuntos arquitetónicos classificados como Património Mundial pela UNESCO como a Igreja do Mosteiro de Santa Maria de Belém e a Igreja da Real Abadia de Santa Maria de Alcobaça.

## Privilégios

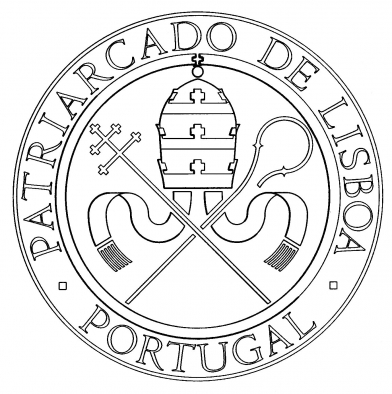
Selo do Patriarcado de Lisboa na actualidade, com a tripla tiara conforme privilégio concedido no Século XVIII.

### Pontifícios
Ao longo da História muitos privilégios foram concedidos ao Patriarcado de Lisboa e ao seu Patriarca pela Santa Sé.
- Direito do Patriarca de Lisboa à dignidade cardinalícia:
  - Nomeação para Cardeal no Consistório seguinte à ascensão ao sólio patriarcal, segundo Bula outorgada em 1737;
  - Direito a usar vestes cardinalícias ainda antes de ser criado Cardeal, como batina e vestes corais púrpuras, mas para diferença dos Cardeais o barrete deve ter uma borla tal como é próprio dos Bispos, mas tudo de cor púrpura; este privilégio é compartilhado com o Patriarca de Veneza e o Arcebispo de Salzburgo;
  - Direito a usar no brasão o galero púrpura de 30 borlas ainda antes de ser criado Cardeal; este privilégio é compartilhado com o Arcebispo de Salzburgo, embora neste caso com 12 borlas como é próprio dos Arcebispos.
- Direito à aposição da Tripla Tiara nos brasões do Patriarcado e do Patriarca, honra exclusiva nunca concedida a qualquer outro prelado católico; para diferença do brasão papal em vez das chaves de São Pedro o brasão patriarcal tem uma cruz dupla arquiepiscopal e um báculo decussados. Em toda a História a Tripla Tiara foi somente usada nos brasões de dois prelados, o Papa e o Patriarca de Lisboa. Nos actos litúrgicos os Patriarcas de Lisboa usavam igualmente uma mitra-tiara preciosa, com três níveis, em homenagem ao privilégio concedido.
- Concessão do uso de algumas insígnias e paramentos exclusivos do Romano Pontífice nas Missas e Procissões Pontificais presididas pelo Patriarca de Lisboa: 
  - direito ao uso de sédia gestatória carregada por 8 homens, diferenciando-se da sédia gestatória pontifícia que era carregada por 12 homens;
  - direito ao uso de flabelos, tendo o Papa oferecido 2 dos seus 4 flabelos;
  - direito ao uso de falda pontifical;
  - direito ao uso de fano pontifical;
- Direito a ter uma Cúria Patriarcal (semelhante, porém menor que a Cúria Romana).
- Direito a ter um Cabido Patriarcal dividido em 3 ordens tal como o Colégio Cardinalício, tendo os Cónegos da 1.ª ordem direito ao uso de mitra, ou seja sendo um Cabido Mitrado.
- Direito a uma Guarda de Honra similar à extinta Guarda Nobre Pontifícia.

Estes privilégios foram concedidos pelos Papas Clemente XI, Inocêncio XIII, Bento XIII e Clemente XII. Alguns foram caindo em desuso com o passar dos séculos.

### Régios
- Direito de ungir os Reis de Portugal aquando da sua Aclamação, função anteriormente exercida pelo Arcebispo Primaz de Braga.
- Ter por inerência o estatuto de Capelão-Mor da Casa Real.
- Ser Par do Reino nato.

## Ordinários

### Bispos de Olisipo
1. São Manços (36), lendário
2. Filipe Filoteu (92), lendário
3. Pedro (I) (166), lendário
4. Pedro (II) (213), lendário
5. Jorge (260), lendário
6. Pedro (III) (297), lendário
7. Gens de Lisboa, lendário
8. Januário (300), lendário
9. Potâmio (c. 356)
10. António (373)
11. Neobrídio (430)
12. Júlio (461)
13. Azulano
14. João (500)
15. Éolo (536)
16. Nestoriano (578)
17. Paulo (589)
18. Goma ou Gomarelo (610, 614)
19. Viarico, Ubalico ou Dialico (633, 636, 638)
20. Nefrígio, Nefredo ou Neofrídio (646)
21. Cesário ou César (656)
22. Teodorico (666)
23. Ara (683)
24. Landerico (688, 693)
25. Ildefonso (século VII)

Após a invasão muçulmana da Península Ibérica, a diocese de Lisboa esteve vacante durante algum tempo a partir de 716; há referências à existência de bispos moçárabes na região (inclusive, ao tempo da conquista, em 1147), mas não se conhecem os seus nomes.

### Bispos de Lisboa
1. D. Gilberto de Hastings (1147-1166)
2. D. Álvaro (1166-1185)
3. D. Soeiro (I) Anes (1185-1210)
4. D. Soeiro (II) Viegas (1210-1232)
  - D. Vicente (1232), eleito
5. D. Paio Pais (1232-1233)
  - D. João (I) Falberto (1233), eleito
  - D. Estêvão (I) Gomes (1234-1237), eleito
6. D. João (II) Rol (1239-1241)
  - D. Ricardo Guilherme (1241), eleito
7. D. Airas Vasques, Aires Vasques, Aires Vaz ou Airas Vaz (1241-1258)
8. D. Mateus (1259-1282)
9. D. Estêvão (II) Anes de Vasconcelos (1284-1289)
10. D. Domingos Anes Jardo (1289-1293), antes bispo de Évora, chanceler de D. Dinis I
11. D. João (III) Martins de Soalhães (1294-1312/1313), depois arcebispo de Braga
12. D. Frei Estêvão (III) Miguéis, O.F.M. (1312-1322), antes bispo do Porto
13. D. Gonçalo Pereira (1322-1326), depois arcebispo de Braga
14. D. João (IV) Afonso de Brito (1326-1341)
15. D. Vasco (I) Martins de Alvelos (1342-1344), antes bispo do Porto
16. D. Estêvão (IV) de la Garde (1344-1348)
17. D. Teobaldo de Castillon (1348-1356)
18. D. Reginaldo de Maubernard (1356-1358)
19. D. Lourenço Rodrigues (1359-1364), antes bispo da Guarda e de Coimbra
20. D. Pedro Gomes Barroso, o Jovem (1364-1369), antes bispo de Coimbra
21. D. Fernando Álvares Albornoz (1369-1371)
22. D. Vasco (II) Fernandes de Toledo (1371), depois arcebispo de Braga
23. D. Agapito Colona (1371-1380)
24. D. João (V) de Agoult (1380-1381), nomeado pelo Papa de Roma, entretanto designado bispo de Aix-en-Provence
25. D. Martinho de Zamora (1380-1383), antes arcebispo de Braga e bispo de Silves; nomeado para a cátedra de Lisboa pelo Antipapa Clemente VII de Avinhão; assassinado pela população aquando da revolução de 1383-1385, por ser castelhano e cismático
  - D. João (VI) Guterres (1381-1382), nomeado pelo Papa Urbano VI, entretanto designado bispo de Dax, na Gasconha
26. D. João (VII) Anes (c. 1383-1394)

### Arcebispos de Lisboa
1. D. João (I) Anes (1394-1402)
2. D. João (II) Afonso Esteves da Azambuja (1402-1415), cardeal
  - D. Diogo Álvares de Brito (1415-1422), o cabido não lhe deu posse, antes bispo de Évora
3. D. Pedro de Noronha (1424-1452), antes bispo de Évora
4. D. Luís Coutinho (1452-1453), antes bispo de Viseu e bispo de Coimbra
5. D. Jaime de Portugal (1453-1459), cardeal
6. D. Afonso (I) Nogueira (1459-1464), antes bispo de Coimbra
7. D. Jorge (I) da Costa (1464-1500), cardeal de Alpedrinha
8. D. Martinho da Costa (1500-1521)
9. D. Afonso (II) de Portugal (1523-1540), cardeal, antes bispo da Guarda e bispo de Viseu e último bispo de Évora em acumulação com o cargo de arcebispo de Lisboa
10. D. Fernando de Meneses Coutinho e Vasconcelos (1540-1564)
11. D. Henrique de Portugal (1564-1570), cardeal, depois Rei D. Henrique I de Portugal
12. D. Jorge (II) de Almeida (1570-1585)
13. D. Miguel de Castro (1586-1625), também bispo de Viseu
14. D. Afonso (III) Furtado de Mendonça (1626-1630), também bispo da Guarda, bispo de Coimbra-conde de Arganil, arcebispo de Braga e vice-rei de Portugal
15. D. João (III) Manuel de Ataíde (1633), antes bispo de Coimbra-conde de Arganil
16. D. Rodrigo da Cunha (1635-1643)
17. D. António de Mendonça (1670-1675)
18. D. Luís de Sousa (1675-1702), cardeal
19. D. João (IV) de Sousa (1703-1710), também arcebispo de Braga

### Patriarcas de Lisboa
1. D. Tomás I (1716–1754), Cardeal D. Tomás de Almeida (1670–1754), Patriarca de Lisboa Ocidental até 1740
2. D. José I (1754–1758), Cardeal D. José Manuel da Câmara (1686–1758)
3. D. Francisco I (1759–1776), Cardeal D. Francisco de Saldanha da Gama (1723–1776)
4. D. Fernando I (1779–1786), Cardeal D. Fernando de Sousa e Silva (1712–1786)
5. D. José II (1788–1808), Cardeal D. José Francisco Miguel António de Mendoça Valdereis (1725–1808)
  - D. Frei António de São José de Castro, O.Cart. (1808–1814), não confirmado pela Santa Sé nem elevado ao cardinalato[10]
  - D. António Xavier de Miranda Henriques (1814–1815), não confirmado pela Santa Sé nem elevado ao cardinalato[11]
  - D. Gomes Freire de Andrade (1815–1818), não confirmado pela Santa Sé nem elevado ao cardinalato[11]
6. D. Carlos I (1819–1825), Cardeal D. Carlos da Cunha e Meneses (1759–1825)
7. D. Patrício I (1826–1840), Cardeal D. Frei Patrício da Silva, O.S.A. (1756–1840)
8. D. Francisco II (1840–1845), Cardeal Francisco Manuel Justiniano Saraiva, depois D. Frei Francisco de São Luís Saraiva, O.S.B. (1766–1845)
9. D. Guilherme I (1845–1857), Cardeal D. Guilherme Henriques de Carvalho (1793–1857)
10. D. Manuel I (1858–1869), Cardeal D. Manuel Bento Rodrigues da Silva, C.R.S.J.E. (1800–1869)
11. D. Inácio I (1871–1883), Cardeal D. Inácio do Nascimento de Morais Cardoso (1811–1883)
12. D. José III (1883–1907), Cardeal D. Frei José Sebastião de Almeida Neto, O.F.M. (1841–1920)
13. D. António I (1907–1929), Cardeal D. António Mendes Bello (1842–1929)
14. D. Manuel II (1929–1971), Cardeal D. Manuel Gonçalves Cerejeira (1888–1977)
15. D. António II (1971–1998), Cardeal D. António Ribeiro (1928–1998)
16. D. José IV (1998–2013), Cardeal D. José da Cruz Policarpo (1936–2014)
17. D. Manuel III (2013–2023), Cardeal D. Manuel José Macário do Nascimento Clemente (1948)
18. D. Rui I  (2023-), Patriarca D. Rui Manuel Sousa Valério, S.M.M. (1964)

- Os Patriarcas de Lisboa (tal como os restantes Bispos e Arcebispos portugueses), segundo privilégio pontifício concedido à Coroa Portuguesa (Padroado Régio), eram nomeados pelos Reis de Portugal e posteriormente confirmados pelo Papa; o privilégio de nomeação (apresentação segundo o Direito Canónico) continuou a ser exercido em Portugal pelo Governo da República até à Concordata de 1940, ficando o privilégio de apresentação reduzido ao Padroado Português do Oriente e cabendo a nomeação da maioria dos Bispos e Arcebispos ao Papa após consulta secreta ao Governo a fim deste, querendo, apresentar objecções políticas e assim inviabilizar a nomeação; a partir da Concordata de 2004 a nomeação dos Bispos e Arcebispos é exclusiva da Santa Sé, devendo esta somente informar o Governo acerca da nomeação antes da respectiva divulgação pública.
- Por privilégio papal todos os Patriarcas de Lisboa são automaticamente criados Cardeais no primeiro Consistório após a sua nomeação.
- Os Patriarcas de Lisboa têm os seus nomes numerados tal como os Reis de Portugal e os Duques de Bragança.
- A maioria dos Cardeais-Patriarcas encontra-se sepultada no Panteão dos Patriarcas de Lisboa, em São Vicente de Fora.

## Outros Prelados

### Arcebispos Coadjutores
- D. José da Cruz Policarpo (1997–1998), sucedeu como 16.º Patriarca de Lisboa

### Arcebispos Auxiliares
- D. Domingos José de Sousa Guimarães (1853–1872)
- D. António Mendes Bello (1884), nomeado Arcebispo-Bispo do Algarve, depois 13.º Patriarca de Lisboa
- D. João Rebelo Cardoso de Menezes (1884–1887), nomeado Arcebispo-Bispo Coadjutor de Lamego
- D. Gaudêncio José Pereira (1887–1888), nomeado Arcebispo-Bispo de Portalegre
- D. António José de Freitas Honorato (1873–1883), nomeado Arcebispo Primaz de Braga
- D. Manuel Baptista da Costa (1888–1899), nomeado Arcebispo Primaz de Braga
- D. Manuel Gonçalves Cerejeira (1928–1929), nomeado 14.º Patriarca de Lisboa
- D. António de Castro Xavier Monteiro (1966–1972), nomeado Bispo de Lamego
- D. Júlio Tavares Rebimbas (1972–1977), nomeado 1º Bispo de Viana do Castelo, depois Bispo do Porto
- D. Maurílio Jorge Quintal de Gouveia (1978–1981), nomeado Arcebispo de Évora

### Bispos Auxiliares
- D. António dos Reis Rodrigues (1966–1998)
- D. Manuel Franco da Costa de Oliveira Falcão (1966–1974), nomeado Bispo-Coadjutor de Beja
- D. António Baltasar Marcelino (1975–1983), nomeado Bispo-Coadjutor de Aveiro
- D. José da Cruz Policarpo (1978–1997), nomeado Arcebispo Coadjutor de Lisboa
- D. Serafim Ferreira e Silva (1981–1987), nomeado Bispo de Leiria-Fátima
- D. Albino Mamede Cleto (1982–1997), nomeado Bispo de Coimbra
- D. António Dantas, O.Carm. (1996–1999), nomeado Bispo de Beja
- D. José Francisco Alves (1998–2004), nomeado Bispo de Portalegre-Castelo Branco, depois Arcebispo de Évora
- D. Tomás da Silva Nunes (1998–2010), falecido no cargo
- D. Manuel Clemente (1999–2007), nomeado Bispo do Porto, depois 17.º Patriarca de Lisboa
- D. Manuel da Rocha Felício (2002–2004), nomeado Bispo da Guarda
- D. Anacleto Oliveira (2005–2010), nomeado Bispo de Viana do Castelo
- D. Carlos Azevedo (2005–2011), nomeado Delegado do Conselho Pontifício para a Cultura
- D. Joaquim Mendes, S.D.B. (2008–2024), bispo auxiliar emérito
- D. Nuno Brás (2011–2019), nomeado Bispo do Funchal
- D. José Traquina (2014–2017), nomeado Bispo de Santarém
- D. Daniel Batalha Henriques (2018–2022), falecido no cargo
- D. Américo Aguiar (2019–2023), nomeado Bispo de Setúbal
- D. Nuno Isidro Nunes Cordeiro (2024–presente)
- D. Alexandre Coutinho Lopes de Brito Palma (2024–presente)
- D. Rui Augusto Jardim Gouveia (2024-presente)